# Parafia Świętej Trójcy w Radoszkowicach
Parafia Świętej Trójcy w Radoszkowicach – rzymskokatolicka parafia znajdująca się w archidiecezji mińsko-mohylewskiej, w dekanacie mołodeczańskim, na Białorusi.

## Historia
Parafia erygowana w 1447 za pontyfikatu biskupa Macieja przy powstałym w tym samym roku kościele fundacji namiestnika smoleńskiego i kasztelana wileńskiego Piotra Sienki Giedygołdowicza. Kolejny kościół wzniesiono w 1734, a trzeci, obecny zbudowano w latach 1855–1860. Konsekrował go w 1859 arcybiskup mohylewski Wacław Żyliński. W 1888 parafia leżała w dekanacie wilejskim diecezji wileńskiej i liczyła 2501 wiernych. W XIX w. do parafii dojeżdżali bernardyni z Budsławia.
Przed II wojną światową należała do dekanatu mołodeczańskiego archidiecezji wileńskiej. W 1946 r.  władze komunistyczne zamknęły kościół i zamieniły na fabrykę porcelany. Parafia odrodziła się po upadku ZSRS. W latach 1990–1999 budynek wyremontowano i zakupiono dwa dzwony.

## Proboszczowie parafii
| imię i nazwisko                        | daty urzędowania |
| -------------------------------------- | ---------------- |
| ks. Piotr Stankiewicz                  |                  |
| ks. Franciszek Cybulski                | 1930–1939        |
| ks. Stanisław Byliński (administrator) | 1939             |
| ks. Zygmunt Obartuch                   |                  |
| ks. Andrzej Dolański                   | 1999 -           |